# نصرت آباد عليا (مقاطعة دلفان)
نصرت‌آباد عليا (بالفارسية: نصرت‌آباد علیا) هي قرية تقع في قسم ميربغ الشمالي الريفي (مقاطعة دلفان) في إيران. يقدر عدد سكانها بـ 210 نسمة .